# トラボックス
トラボックス株式会社は、東京都渋谷区で、物流ネットワーク「トラボックス」の運営と、ミニクレープ「コロット」の製造・販売を行っている。

## 概要
1999年夏、インターネットや携帯を使った、誰でも簡単に参加できるネットワークがトラック運送業界には無かったため、東京都足立区にある運送会社の若手経営者が集まり、個人運営でシステム開発を開始。
2013年8月に株式会社ガラパゴスと合併し、クレープの製造・販売を行う食品事業部をスタートさせる。
2014年にはサービスを利用する会員社数33,000社を超え、登録トラック台数は418,000台に達している。
また、日本経済新聞、日経産業新聞、東京新聞、物流専門誌の物流ウィークリー、物流ニッポンなどで事業の展開を紹介され、新聞掲載数は2014年1月の段階で500回を超えている。

## 沿革
- 1999年11月 - 「トラネット」として登録社数2社で事業を開始する
- 2000年3月 - 会社名称を変更「トラボックス株式会社」とする
- 2001年10月 - 「日経インターネットアワード2001」ビジネス部門・日本経済新聞社賞を受賞[4]
- 2002年1月 - 株式会社ジー・トレーディング（ガリバーグループ）と提携
- 2002年12月 - イーソーコ株式会社と提携
- 2003年4月 - 三井物産クレジットコンサルティング株式会社と提携
- 2004年1月 - 大阪商工会議所と提携
- 2004年1月 - マイクロソフト、NCネットワーク、トラボックスの3社協賛で全国100箇所セミナーを開催
- 2006年6月 - 株式会社大塚商会と提携
- 2009年1月 - 株式会社日本M&Aセンターと提携
- 2009年2月 - 株式会社ズノーと提携
- 2011年7月 - ヤフー株式会社と提携
- 2011年9月 - 株式会社帝国データバンクと提携
- 2013年8月 - 株式会社ガラパゴスと合併・食品事業部を開始する
- 2020年3月 - ビジョナル株式会社が買収し完全子会社化